# جيمس فيشر (سياسي)
جيمس فيشر هو سياسي كندي، ولد في 6 نوفمبر 1840، وتوفي في 8 مارس 1927.